# Плахтер, Харальд
Харальд Плахтер (нем. Harald Plachter, р. 26 мая 1950, Нюрнберг) — немецкий биолог, профессор Марбургского университета.

## Биография
К 1976 г. изучал биологию и химию в Университете Эрлангена — Нюрнберга.
Получив степень доктора зоологии, работал руководителем отделения в управления охраны природы Баварии. Параллельно преподавал в университетах Ульма и Эрлангена. В 1987 г. квалифицировался доктором зоологии в университете Ульма. С 1990 г. является профессором Марбургского университета.
Шесть месяцев работал по программе международного развития и сотрудничества («Graduate School for International Development and Cooperation») в Хиросимском университете.
Осенью 1994 г. посетил Украину и познакомился украинскими учеными в университетах Львова и Ивано-Франковска и работниками Управления охраны природы Львовской области. Был инициатором и первым руководителем Украинско-немецкого проекта «Днестр».

## Некоторые работы
- «Plachter, H., Stachow, U. & Werner, A.» Metoden zur naturschutzfachlichen Konkretisierung der "Guten fachlichen Praxis in der Landwirtschaft. — Naturschutz und Biologische Сорт 7: 330 pp.; Bonn (Landwirtschaftsverlag Münster), 2005.
- «Flade, M., Plachter, H., Schmidt, R. & Werner, A.» Introduction. — in: Flade, M., Plachter, H. Schmidt, R. & Werner A. (eds.): Nature conservation in agricultural ecosystems.- Wiebelsheim (Quelle & Meyer) (in press), 2005.
- «Heidt, E. & Plachter, H.» Conservation assessment in agricultural landscapes. — in Flade, M., Plachter, H. Schmidt, R. & Werner A. (eds.): Nature Conservation in agricultural ecosystems. — Wiebelsheim (Quelle & Meyer) (in press), 2005.